# سرایدار (فیلم)
سرایدار با نام کامل خوابنامه رحمان سرایدار فیلمی به کارگردانی خسرو هریتاش و با بازی علی نصیریان و سعید کنگرانی و با حضور پری امیرحمزه، محصول سال ۱۳۵۵ است. فیلمنامه این فیلم با برداشتی آزاد از  از کتاب کمدی حیوانی نوشتهٔ : حسن شریفی مهر، توسط خود او و خسرو هریتاش نوشته شد.
سرایدار به تهیه‌کنندگی حسن شریفی‌مهر، محصول سازمان سینمایی مهر می‌باشد.

## خلاصه داستان
داوود نجفی (سعید کنگرانی) با پدرش رحمان (علی نصیریان)، که سرایدار یک شرکت خصوصی است، و برادر عقب مانده اش نعمت زندگی می‌کند. خواهرش اقدس آبستن است و شوهرش برای کار به کویت رفته و نگهداری از او بر مشکلات رحمان و همسرش می‌افزاید. رحمان و همسایه اش جعفر (اسماعیل داورفر)، که همکار او در شرکت است، برای کمک خرج زندگی در میهمانی‌های رئیس شرکت (خشایار) به عنوان پیشخدمت کار می‌کنند. خودشیرینی‌های جعفر باعث ارتقای مقام او می‌شود، و نتیجهٔ ندانم کاریهای رحمان تنزل مقام او است. داوود به کار فیلمسازی هشت میلیمتری علاقه دارد و دلبستهٔ ناهید (نسرین قدیری)، دختر جعفر است. داوود با تهیهٔ یک دوربین هشت میلی‌متری از پدرش، در حالتی عصبی و از خود بی خود به تلاش نافرجام برای سرقت از گاوصندوق شرکت دست زده، فیلم می‌گیرد. نمایش فیلم در تلویزیون باعث رسوایی پدر و اخراج او می‌شود. رحمان داوود را از خانه می‌راند و او به اتاقک نگهبانی پدربزرگش (اسماعیل محمدی)، که راهبان قطار است، پناه می‌برد. برادرش نعمت، در حالتی ناهوشیار، زیر قطار می‌رود و کشته می‌شود. مراسم عزاداری در شبی برگزار می‌شود که ناهید جامهٔ عروسی پوشیده‌است.

## بازیگران
اسامی بازیگران فیلم سرایدار به شکل* و ترتیب نمایش در عنوان‌بندی آغازین فیلم :
1. علی نصیریان به نقش رحمان
2. سعید كنگرانی به نقش داوود نجفی
3. نسرین قدیری (شهرآشوب) به نقش ناهید
4. اسماعیل داورفر به نقش جعفر
5. پری امیرحمزه
6. اسماعیل محمدی به نقش پدربزرگ
7. هنگامه موسوی
8. ع (عین‌الله) صفوری
9. پدیدار
10. جواد ناظمی
11. پری صالحی
12. یونان خشایار (بلوس بیت یونان) به نقش رئیس شركت
13. منیر ملاح‌سعید
14. كوروش سعیدی
15. فرزانه مرادی
16. فرامرز غنچه‌ای
17. پروین مرادی
18. علی جناتی
19. رضا مؤمنی
20. علی صفرپور
21. محرم بسیم
22. شیرین یاوری
23. محمد شاملو

* اسامی داخل کروشه در عنوان بندی و یا پوستر درج نشده‌اند، به معنی که این بازیگران در زمان خود به این نامها شهرت داشته‌اند.

## نمایش فیلم
فیلم سرایدار برای بار نخست در تاریخ سه‌شنبه ۳۱ فروردین ۱۳۵۵ خورشیدی در سینما کاپری (بهمن) تهران به نمایش درآمد . این فیلم  جایگزین فیلم نقص فنی (نصرالله وحدت) در سینما کاپری شد.
فیلم سرایدار پس از ۹ هفته نمایش (۶۴ روز) در تهران، در گروه سینمایی اونیورسال در تاریخ چهارشنبه ۲ تیر ۱۳۵۵ جای خود را به فیلم شام آخر (شهیار قنبری) در سینما کاپری داد.
فیلم سرایدار بعد از این، دوباره از تاریخ چهارشنبه ۶ مرداد ۱۳۵۵ به نمایش درآمد و پس از ۱۳ روز در تاریخ سه‌شنبه ۱۹ مرداد  ۱۳۵۵ جای خود را به نمایش مجدد فیلم شام آخر (شهیار قنبری) داد.

## عوامل فیلم
گروه كارگردانی
- كارگردان: خسرو هریتاش
- دستيار كارگردان: سعيد بهنام
- مشاور كارگردان: هـ. بهين‌آيين

گروه فیلمبرداری
- فیلمبردار: علیرضا زرین‌دست
- دستیار فیلمبردار: جواد نجفی
- عكاس: کوپال مشکوة

تدوین: خسرو هریتاش
طراح پلاکات، آفیش و پوستر: مرتضی ممیز
گروه صدا
- صدابردار: رضا قویدل
- صدابردار: احمد احمدپور
- میكس و افکت: روبیك منصوری
- سرپرست گویندگان: عزت‌الله مقبلی

گروه لابراتوار
- چاپ و تصحیح رنگ: علیرضا كریمی
- تروكاژ: محمد فیجانی

گروه تداركات و فنی
- مدیر تدارکات: ع (عین‌الله) صفوری
- امور فنی برق: سیدنظام كشفی، علی حاجیلو و حسن كوثری

## نقد و بررسی
سرایدار، فیلمی است که می‌خواهد به مردم زحمتکش و تهیدست توجه نشان دهد و به اصطلاح، دردها و مشکلات آنها را نشان دهد اما همه کوشش فیلمساز به دلیل عدم آشنایی او با این مردم و مسائلشان، ناموفق می‌ماند. هریتاش زمانی مدعی بود که با یک ماه زندگی در جنوب تهران، می‌تواند با مسایل مردم آنجا آشنا شود و ظاهراً آنچه در فیلم انعکاس یافته، بیان شکسته بسته این آشنایی ناقص یه ماهه است. فیلم، مسائلی بی ارتباط با مردم مورد نظر را مطرح می‌کند و دست کم از نظر چگونگی اتفاق، شکل فکاهی به خود می‌گیرد، به علاوه که پرداخت فیلم نیز، وارفته و سطحی است.
امین تارخ در گفتگو با فریدون جیرانی در برنامه ای اینترنتی به نام سی و پنج اعلام کرد که قرار بود نقش سعید کنگرانی را در این فیلم وی بازی کند ولی بنا به دلایلی این کار را قبول نکرده تا اینکه سعید کنگرانی برای ایفای این نقش انتخاب شده، تارخ، جدا شدن راه خود را از این نوع سینما، در نپذیرفتن همین کار می‌داند.